# Аеродром Перт
Међународни аеродром Перт (енгл. Perth International Airport), (IATA: PER, ICAO: YPPH) је аустралијски домаћи и међународни аеродром који опслужује главни град државе Западна Аустралија, Перт. Од Аеродрома Перт постоје летови до осталих градова Аустралије и Океаније као и Азије и Африке.
На Аеродрому Перт постоје три терминала, два за домаће летове и један за међународне летове. Домаћи терминал се налази 12 километара од центра Перта, а међународни терминал се налази 17 km од центра Перта. Градски саобраћај постоји између центра Перта и Аеродрома где градски аутобуси возе путнике до и из домаћег терминала на Аеродром Перт, а такође постоје и аутобуске линије између терминала.

## Авио-компаније и дестинације
Аеродром Перт има 3 терминала. Следеће авио-компаније користе Аеродром Перт (од јуна 2007):

### Међународни Терминал (T1)
- Гаруда Индонезија (Денпасар, Џакарта)
- Емирати (Дубаи)
- Ер Маурицијус (Маурицијус)
- Ер Њу Зеланд (Окланд)
- Катеј Пацифик (Хонгконг)
- Квантас (Сингапур, Токио-Нарита, Хонгконг, Џакарта
- Малезија ерлајнс (Куала Лумпур)
- Ројал Брунеј ерлајнс (Бандар Сери Бегаван)
- Саут Африкан ервејз (Јоханезбург)
- Сингапур ерлајнс (Сингапур)
- Таи ервејез интернашонал (Бангкок-Суварнабуми, Пукет)
- Тигер ервејз (Сингапур)

### Квантас Домаћни Терминал (T2)
- Квантас (Аделејд, Бризбејн, Брум, Дарвин, Канбера, Карата, Кенс, Мелбурн-Таламарин, Сиднеј, Улуру, Хобарт)
  - КвантасЛинк (Алис Спрингс, Брум, Калгурли, Карата, Њуман, Парабурду, Порт Хедланд, Улуру)
  - Џетстар ервејз (Мелбурн-Авалон)

### Домаћни Терминал (T3)
- Алијанс ерлајнс (Леинстер, Монт Кијт)
- Верџин Блу (Аделејд, Бризбејн, Брум, Мелбурн-Таламарин, Сиднеј)
- Озџет (Дерби)
- Скајвест (Албани, Аргајл, Бали, Брум, Гералдтон, Дарвин, Ексмаут, Есперанц, Калбари, Калгурли, Карата, Карнарвон, Кунунура, Лирмонт, Манки Маја, Њуман, Порт Хедланд)

### Регион
- Нешонал Џет Системс (Баримања, Бароу острово, Божићно острво, Брокман, Западне Ангели, Кокос острове, Кондеуана, Лирмонт, Марин Марин, Парабурду, Равенсторп, Телфер)
- Скиперс Авијација (Лавертон, Леинстер, Леонора, Микатара, Монт Магнет, Уилуна)

Напомена: Следећи авио-компаније не користи ниједан терминал и путнике ове авио-компаније користе излазе и улазе на Улица Валентина (Valentines Road).